# Lúčka (okres Rožňava)
Lúčka (Hongaars: Lucska) is een Slowaakse gemeente in de regio Košice, en maakt deel uit van het district Rožňava.
Lúčka telt 196 inwoners.